# Anders Nilsson (ishockeymålvakt)
Bengt Per Anders Nilsson, född 19 mars 1990 i Luleå, är en svensk före detta ishockeymålvakt som senast tillhörde Tampa Bay Lightning i NHL.
Han spelade tidigare på NHL-nivå för Ottawa Senators, Vancouver Canucks, Buffalo Sabres, Edmonton Oilers och New York Islanders och på lägre nivåer för Ak Bars Kazan i KHL, Bakersfield Condors och Bridgeport Sound Tigers i AHL, Luleå HF i Elitserien och Kalix UHC i Division 1.
Nilsson draftades i tredje rundan i 2009 års NHL-draft av New York Islanders, som 62:a spelare totalt. Han är son till före detta ishockeymålvakten Peder Nilsson, som under 1970- och 1980-talen spelade för Bodens BK i division 1 och i Djurgårdens IF i Elitserien.

## Landslagskarriär
Inför junior-VM 2009 blev han uttagen till den svenska truppen. Han stod även i mål för det svenska A-landslaget vid VM 2014, där han blev känd för att göra en del sanslösa räddningar och var med och tog brons. Han stod även i mål vid VM 2015, där Sverige dock åkte ut i kvartsfinal. Han blev guldmålvakt när Sverige vann guld i VM 2018 efter straffar i finalmatchen mot Schweiz.

## Bildgalleri

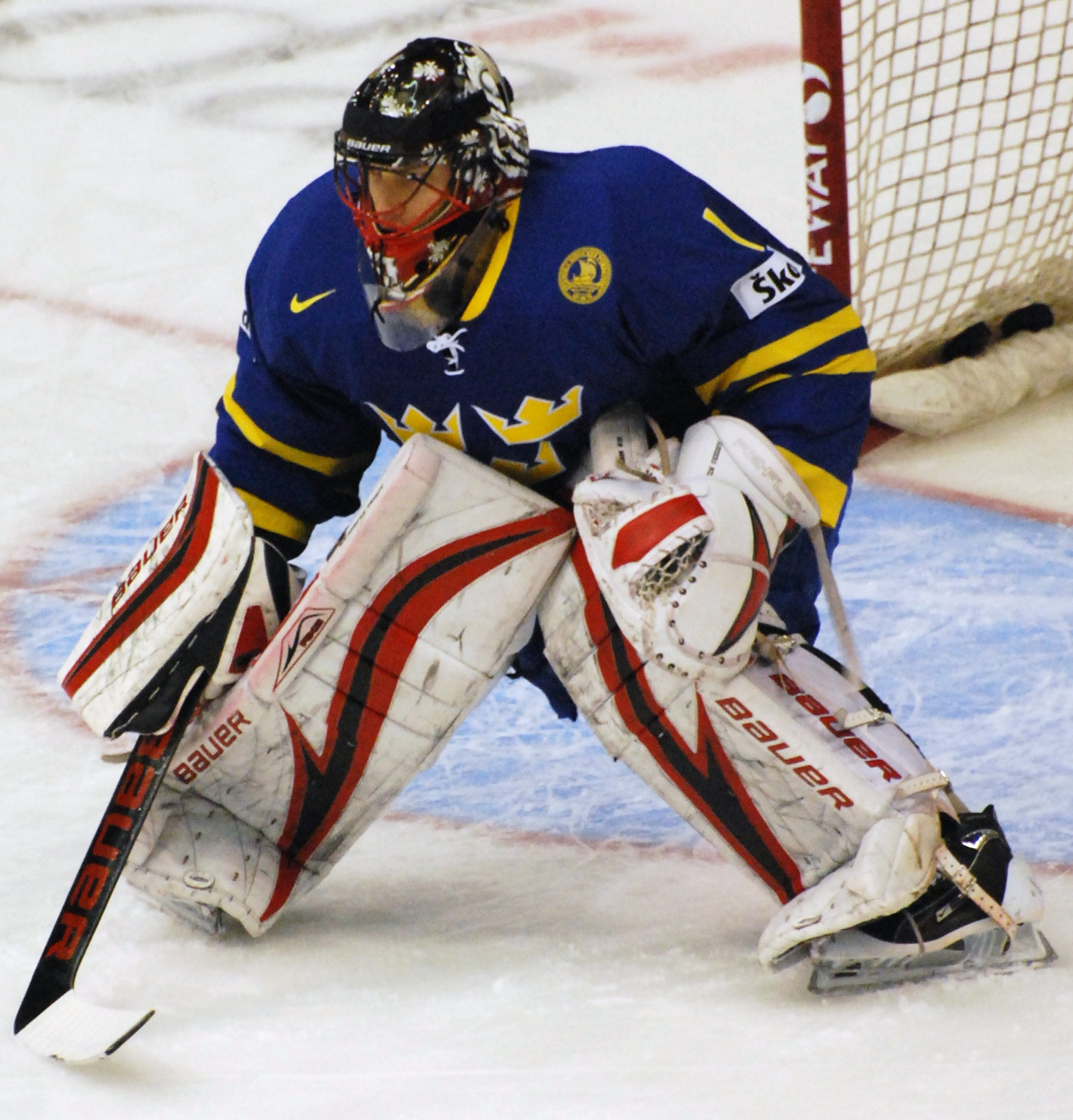
Anders Nilsson under uppvärmning inför match mot Österrike i IIHF World Junior Championships 2010.
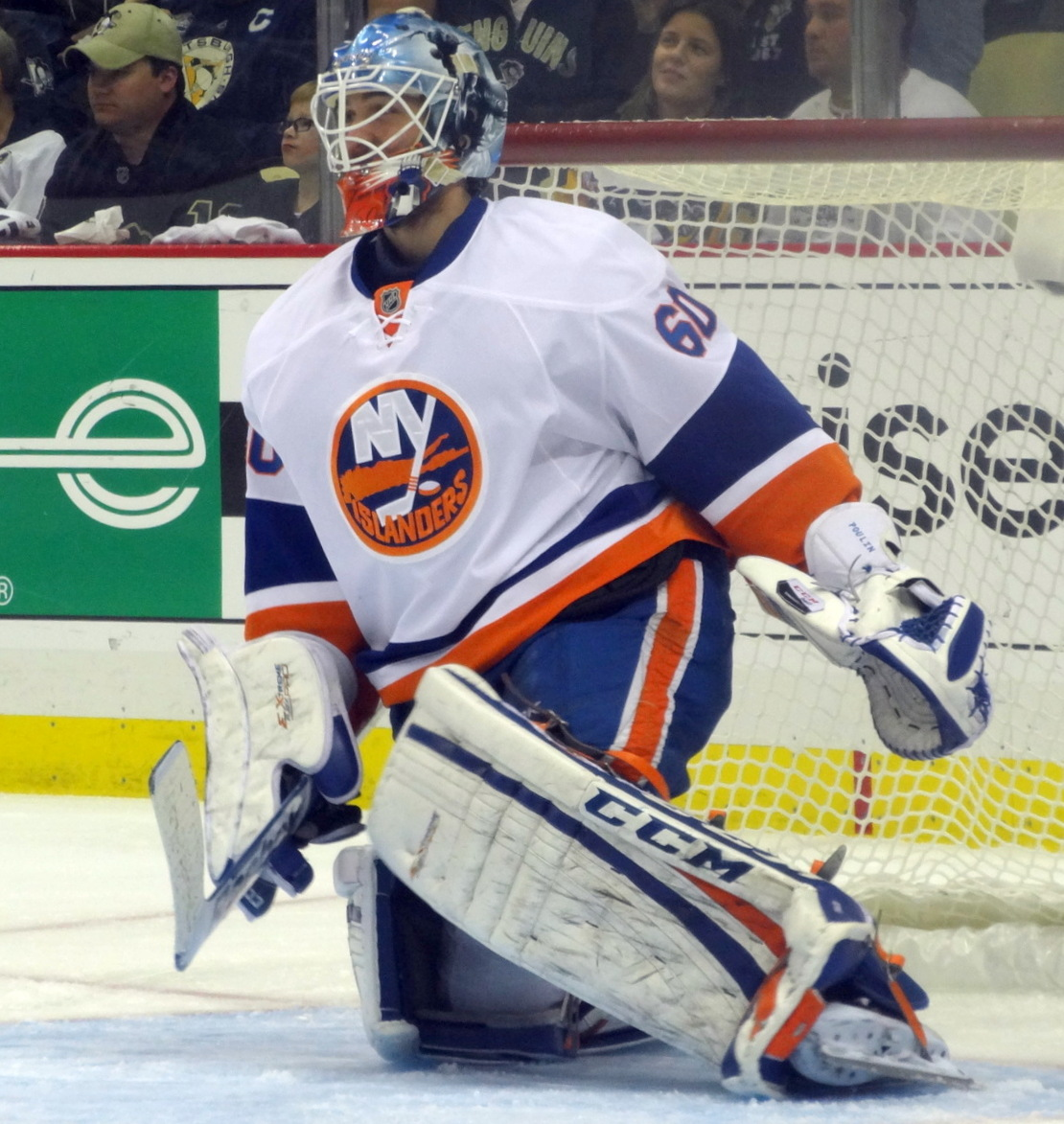
New York Islanders reservmålvakt Anders Nilsson i Stanley Cup-slutspelet mot Pittsburgh Penguins den 9 maj 2013.
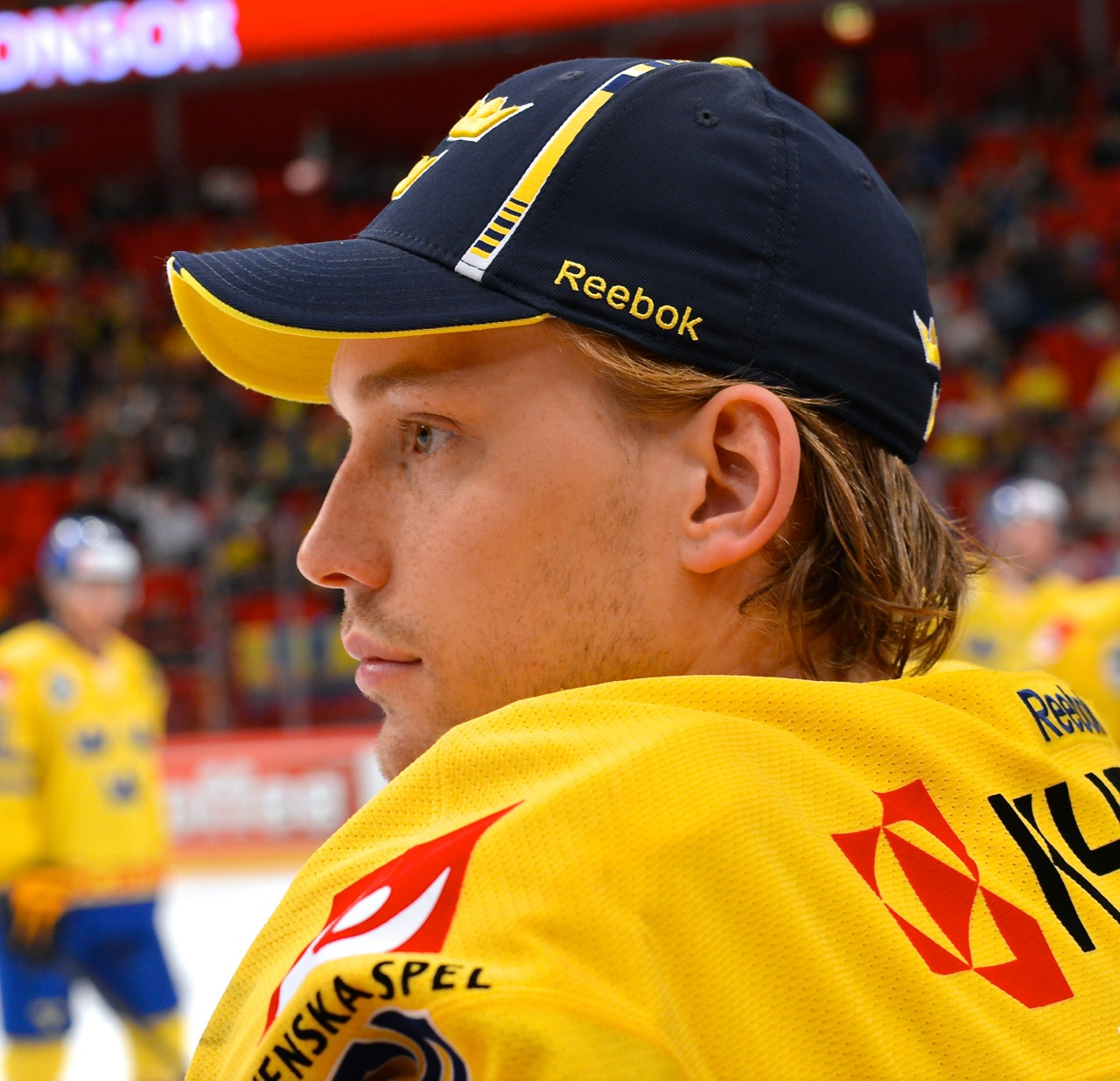
Anders Nilsson under Oddset Hockey Games 2014 mot Ryssland.
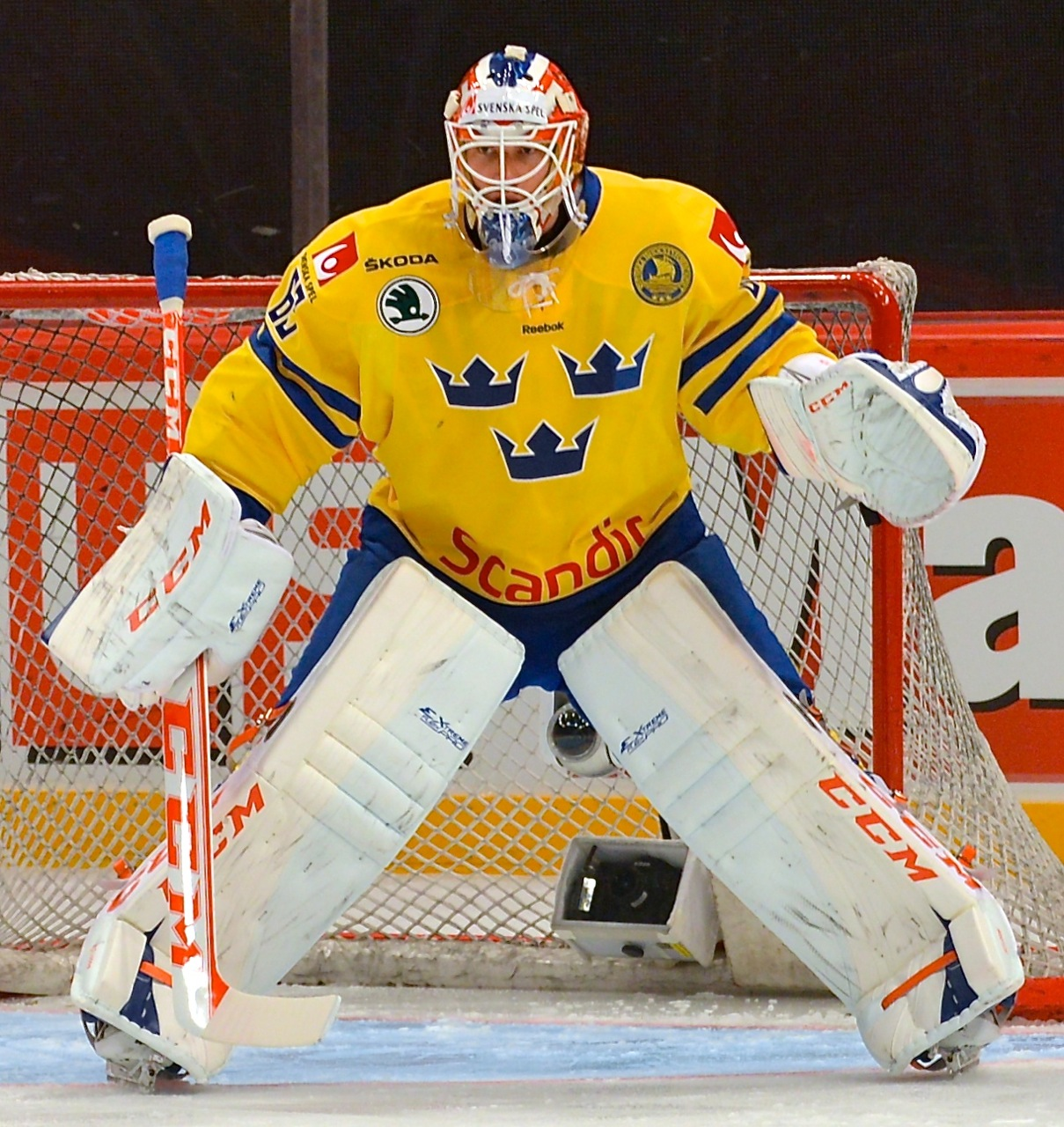
Nilsson under Oddset Hockey Games 2014 mot Ryssland.
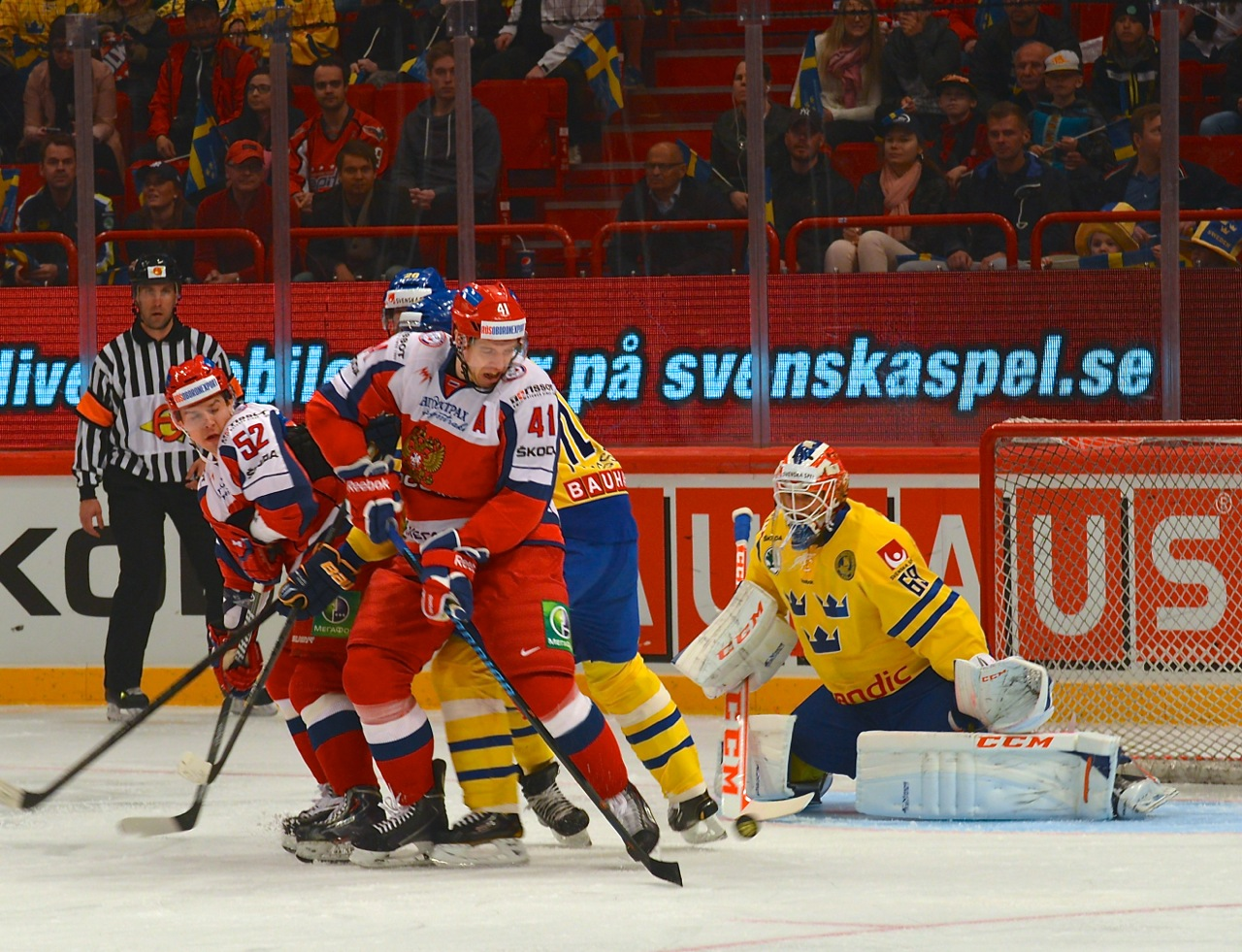
Nilsson under Oddset Hockey Games 2014 mot Ryssland.
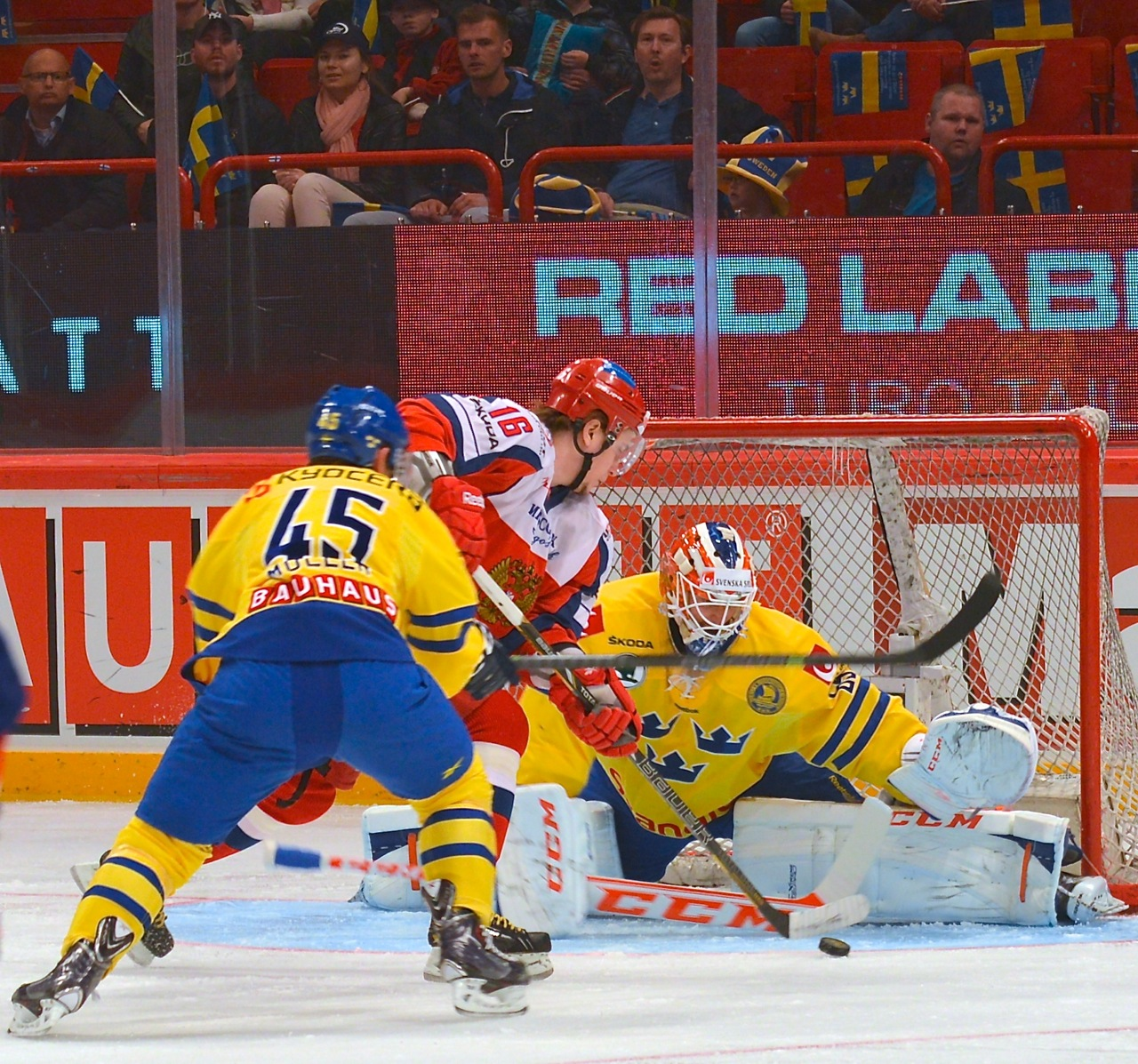
Nilsson under Oddset Hockey Games 2014 mot Ryssland.